# Heinkel He 112
Heinkel He 112 — німецький одномісний одномоторний винищувач часів Другої світової війни. Проєктувальниками були авіаконструктори брати-близнюки Зігфрид та Вольтер Гюнтери з авіабудівної компанії Ernst Heinkel Flugzeugwerke (Ернст Гайннкель Флюґцойґверке — літакобудівний завод Ернста Гайнкеля). Проєкт літака був поданий на конкурс винищувачів, який проводило Рейхсміністерство авіації (РМА) у жовтні 1935 р.

## Проєктування і розробка
У жовтні 1933 р. імперський міністр авіації Герман Герінг надіслав листа до німецьких авіакомпаній розглянути проєкт «високошвидкісного кур'єрського літака» — тонко завуальований запит нового винищувача, оскільки згідно одного з пунктів Версальського мирного договору 1919 року Німеччині заборонялось мати військово-повітряні сили.
У жовтні 1933 р. Рейхсміністерство авіації видало запит на створення нового одномісного винищувача-моноплана — сучасного наступника застарілих винищувачів-біпланів Heinkel He 51 і Arado Ar 68, під виглядом створення нового «спортивного літака».